# 拱德邻
拱德邻，浙江人，中国近代书法家、书法教育家。深究二王法度，笔势雄健，有「铁腕」之称。与同时代书法家沈尹默交好。其知名学生有周慧珺、吴建贤等。

## 生平
早年事迹不详，约与沈尹默同时。1961年4月8日上海中国书法篆刻研究会成立，拱德邻为会员。与沈尹默、潘伯鹰、白蕉、马公愚、潘学固、王个簃、方去疾、胡问遂、任政、赵冷月、高式熊等书法篆刻家同事。
1962年，上海中国书法篆刻研究会举办「书法提高班」，执教者分别有白蕉、拱德邻、钱君匋、翁闿运、胡问遂、任政等。其中挖掘培养了周慧珺、张森、吴建贤等书法新人。
文化大革命期间，拱德邻被关押、遭受迫害。在沈尹默死后不久去世。